# Georg Elser
Johann Georg Elser (Hermaringen, Württemberg, 4 de gener de 1903 - Dachau, 9 d'abril de 1945) va ser un camperol i fuster originari de Suàbia (regió històrica repartida actualment entre Baden-Württemberg i Baviera a Alemanya), opositor al règim nazi. Se'l coneix per l'intent d'assassinar Adolf Hitler i altres membres del Partit Nazi, mitjançant una bomba col·locada a la cerveseria Bürgerbräukeller de Múnic, el 8 de novembre de 1939.
El 8 de novembre se celebrava l'aniversari del Putsch de Múnic (cop d'estat fallit de Hitler de 1923) i, per això, s'havien reunit a la cerveseria personalitats importants del règim, com Joseph Goebbels, Hans Frank, Joachim von Ribbentrop, Philipp Bouhler i el propi Führer. Això no obstant, tots havien abandonat ja el local en el moment de l'explosió.
Elser va ser detingut a prop de la frontera suïssa i reclòs durant cinc anys en el camp de concentració de Dachau com a «presoner especial» ja que Hitler tenia la convicció que Elser formava part d'una conspiració britànica. Finalment, va ser executat el 9 d'abril de 1945 al camp de concentració de Dachau, 21 dies abans que Adolf Hitler se suïcidés.

## Biografia

### Primers anys i formació
Georg Elser va néixer a Hermaringen el 4 de gener de 1903, fill de Ludwig Elser i Maria Müller, que van contreure matrimoni un any després del seu naixement. Georg va assistir a l'escola primària de Königsbronn de 1910 a 1917, on va mostrar aptituds pel dibuix i l'artesania. El seu pare era agricultor i comerciant de fusta i tenia posades les esperances en què el seu fill el succeís, però Georg, que ajudava el seu pare en el treball, no tenia interès per seguir la professió del seu progenitor. Va començar el seu aprenentatge en una fosa, com a torner, però va haver de deixar-ho per motius de salut dos anys més tard. Tot seguit, va treballar en diverses fusteries a Königsbronn, Aalen i Heidenheim. De 1925 a 1929 va ser empleat en una fàbrica de rellotges a Constança, on aprendria nocions bàsiques que usaria, posteriorment, per a fabricar el temporitzador de la bomba per assassinar Adolf Hitler. De 1929 a 1932, després de la crisi econòmica de finals dels anys 1920, va tornar a treballar com a fuster, aquesta vegada a Suïssa.
El 1930 la seva parella, Matilde Niedermann, donà a llum un infant, al que anomenaren Manfred. Va ser un embaràs no desitjat, igual que el del propi Elser; però a diferència dels seus pares, Elser no es va casar amb la mare del seu fill i se separarien poc després. Elser va ser obligat a pagar a Niedermann el manteniment del seu fill, encara que no sempre complís amb les seves obligacions econòmiques.
Després del seu retorn a Königsbronn, amb Hitler ja com a canceller d'Alemanya, va tornar a treballar amb el seu pare, i des de 1936 va ser en una fàbrica de muntatge, on es va familiaritzar amb el programa nazi de rearmament. Allí va prendre consciència que el país s'encaminava novament cap a futurs conflictes, atès que va descobrir que la seva fàbrica, dedicada en principi a la fabricació de canonades i altres eines d'ús civil, col·laborava amb el rearmament secret ordenat per Hitler. Aquest rearmament, que implicava una gran quantitat d'indústries, contravenia els acords internacionals i, a més, desmentia les contínues manifestacions pacifistes de Hitler.
Elser era un home tranquil i reservat, encara que sociable. Es va apuntar a diversos centres culturals i li agradava reunir-se amb els seus amics per a disfressar-se, tocar al cor del poble o fer llargues passejades.

### Pensament polític
A Elser li interessava poc la política. Es va afiliar al sindicat dels treballadors de la fusta i a una organització comunista, la Roter Frontkämpferbund, però sense gaire participació activa en cap de les dues organitzacions. Abans de les eleccions de 1933, en les quals Hitler va pujar al poder, havia votat el Partit Comunista d'Alemanya perquè creia que era el partit polític que més intentava millorar les condicions de vida de la classe obrera.
Les motivacions d'Elser per a oposar-se al nazisme després de 1933 van néixer de l'observació de les condicions de treball sota el Tercer Reich. El nivell de vida de la classe obrera s'havia deteriorat i s'havia restringit la seva llibertat. Havien baixat els salaris i hi havia persecució religiosa (Elser era un protestant devot). En les discussions amb companys de treball va percebre el malestar i l'enuig cap al règim, impressió que compartia.

### L'atemptat contra Hitler

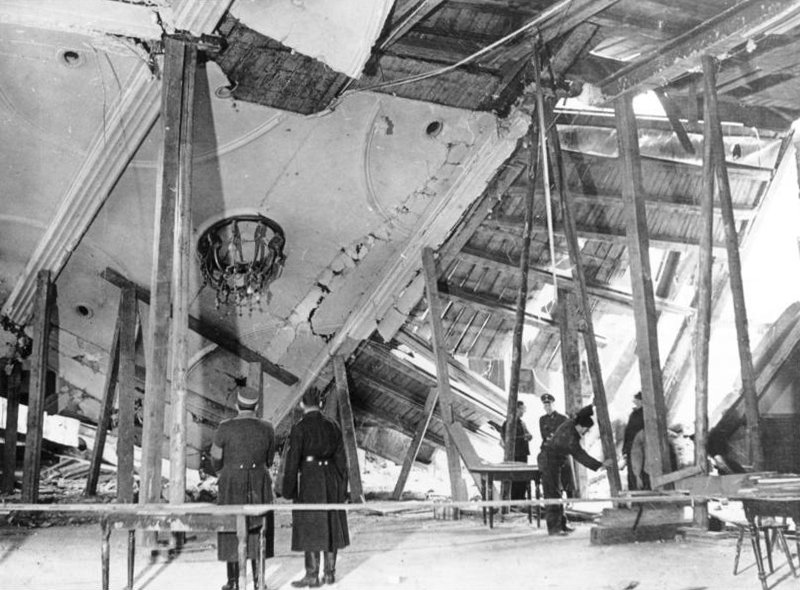
Fotografia de la cerveseria presa el 9 de novembre de 1939, l'endemà de l'atemptat.

A la tardor de 1938, Europa era a la vora de la guerra a causa de la crisi dels Sudets. Amb prou feines havien passat dues dècades des de la Primera Guerra Mundial i els alemanys vivien amb cert temor la possibilitat d'un nou conflicte. Elser compartia aquesta angoixa. Havent-se evitat la guerra després de la signatura de l'Acord de Múnic, Elser es va convèncer que «Alemanya faria més reivindicacions, s'annexionaria altres països i que la guerra seria, per tant, inevitable». Elser desconfiava de les propostes de pau del Führer, volia impedir la guerra i millorar les condicions dels treballadors. Va arribar a la conclusió que l'única manera de fer-ho era eliminant la cúpula dirigent del Partit Nazi. Pensava que eliminant els elements més proclius a la guerra, uns altres jerarques nazis podrien reconduir la situació cap al pacifisme. La tardor de 1938 decidí que seria ell mateix qui ho faria, sense que ningú li instés a això i sense que ningú conegués les seves intencions.
Elser havia llegit a la premsa que la propera reunió dels caps del partit se celebraria a la Bürgerbräukeller de Múnic el 8 de novembre de 1939. Se celebrava l'aniversari del fallit cop d'estat de Hitler de 1923 i es reunirien figures destacades del règim al costat del propi Führer i la vella guàrdia del partit. Elser va viatjar a Múnic i allà va arribar a la conclusió que el millor sistema per a dur a terme els seus plans era per mitjà d'una bomba de rellotgeria, col·locada dins de la columna situada al lloc on Hitler parlaria, a l'esquena de l'estrada que acostumaven a muntar per a les celebracions. Durant els mesos següents, Elser va robar explosius de la fàbrica d'armament on treballava i va dissenyar la bomba de rellotgeria, gràcies als coneixements sobre rellotges que havia adquirit a Constança.
A principis d'abril va demanar una baixa laboral i va tornar a Múnic. Va fer un reconeixement minuciós, prenent esbossos i mesures. Va aconseguir un nou treball en una pedrera, que li va permetre robar més dinamita. Durant els mesos següents va dissenyar un model de la bomba, que va provar, amb èxit, en l'hort dels seus pares. Va tornar a Múnic a l'agost, i des de llavors fins al novembre va arribar a amagar-se fins a 30 vegades a la cerveseria (cada matí sortia per una porta lateral sense ser vist), fent un forat a la columna desitjada, després del revestiment de fusta. El seu treball va ser tan meticulós que fins i tot va arribar a recobrir el forat amb estany perquè la bomba no es mogués o no sonés a buit. La bomba quedaria instal·lada i preparada el 6 de novembre, però l'endemà Elser tornaria a la cerveseria per assegurar-se que seguia funcionant. L'endemà al matí, Elser es va acomiadar de la seva germana, que vivia a Stuttgart, li va demanar diners i es va dirigir a Constança.

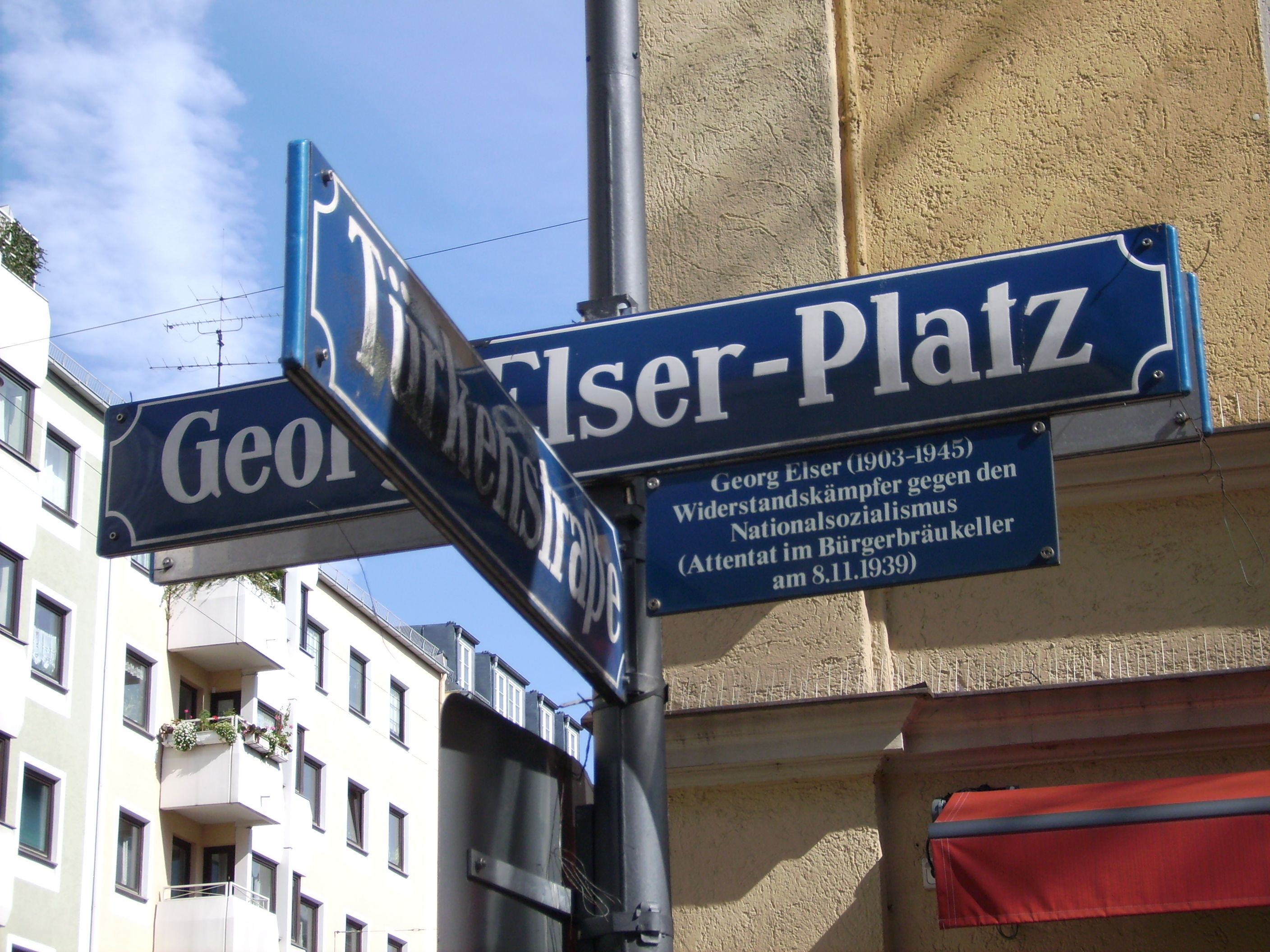
Plaça Georg Elser a Múnic

El que Elser no sabia, atès la seva poca atenció a la premsa, és que Hitler havia decidit suspendre aquell any la seva al·locució anual a la vella guàrdia del partit. La guerra i la imminent preparació de l'ofensiva occidental tenien absorbit Hitler i seria Rudolf Hess qui el reemplacés. Tampoc no sabia que a última hora Hitler canviaria d'opinió, reduint encara més el seu temps a Múnic. La durada habitual del seu discurs era des de les 20:30 fins, aproximadament, a les 22:00 h, per a després romandre diversos minuts més conversant amb els antics companys del partit. Es va anunciar que les condicions especials de la guerra variarien aquell any la dinàmica de la celebració. Hitler va començar el seu discurs a les 20:10 i el va acabar poc després de les 21:00 h (la bomba d'Elser estava programada per a les 21:20). Una vegada acabat es va dirigir ràpidament cap a l'estació per agafar el tren de les 21:31 h cap a Berlín, ja que el mal temps li impedia tornar amb avió, una de les raons per a escurçar el seu discurs.
A les 21:20 h va esclatar la bomba d'Elser, que va destruir la columna situada darrere de l'emplaçament on havia estat Hitler 10 minuts abans i part del sostre de la galeria superior. Després de la marxa de Hitler, molta gent havia decidit abandonar el local, amb la qual cosa és impossible saber amb exactitud la magnitud de l'explosió en les condicions en les quals Elser l'havia planejat. El resultat final va ser de vuit persones mortes i seixanta-tres ferides, setze d'elles de gravetat.

### La recerca
Cap a les 22:00 h, l'adjunt del Reichsführer-SS Heinrich Himmler i segon al comandament de les SS, Reinhard Heydrich, Cridà el cap de la policia de Berlín, Arthur Nebe, i li ordenà venir a Múnic per a obrir una comissió d'investigació. El mateix Himmler havia informat al cap del contraespionatge alemany, Walter Schellenberg, ja que sospitava que darrere de l'atemptat estava el servei secret britànic. Nebe va crear dos grups de recerca: el primer s'encarregaria d'investigar les circumstàncies de l'atemptat, mentre que el segon buscaria als autors.
La nit de l'atemptat, la seguretat era a càrrec de la 1a Divisió Leibstandarte SS Adolf Hitler, sota el comandament del tinent coronel de les SS Christian Weber. Els treballs a la Bürgerbräukeller van permetre descobrir restes d'una bomba artesanal i un temporitzador. El tipus d'explosiu era l'habitual a les mines, i l'autor havia usat plaques d'estany i suro d'un model poc habitual.
La policia va interrogar a un rellotger que recordava haver venut dos rellotges, del mateix tipus que l'utilitzat a la bomba, a un jove sueu. També va ser interrogat el comerciant que va vendre les plaques de suro. Finalment, la recerca va menar a un manyà que havia prestat el seu taller a un jove sueu per a treballar en «quelcom de la seva invenció». La descripció feta pels tres homes va ser idèntica.
Arran d'aquestes perquisicions, la policia va descobrir que un home jove, d'origen sueu, havia estat vist les últimes setmanes prop de la Bürgerbräukeller, i sovint havia estat sorprès als lavabos després de l'hora de tancament. Heinrich Müller, cap de la secció IV de la Gestapo, va rebre un telegrama que l'informava de la detenció d'un jove sueu, que corresponia a la descripció feta pels comerciants, a Kreuzlingen, prop de la frontera amb Suïssa.

### Arrest i interrogatori
Elser ja havia estat detingut, de forma casual, a les 20:45 h a la duana de Constança, a la frontera amb Suïssa. Era una simple detenció rutinària d'algú que intentava passar la frontera de forma clandestina. Hores després, els funcionaris de fronteres van començar a relacionar Elser amb l'atemptat en trobar a les seves butxaques una postal de la Bürgerbräukeller amb una columna marcada amb una creu roja, un fragment de detonador i una insígnia del Roter Frontkämpfferbund. Elser va negar qualsevol relació amb l'atemptat. Per a Nebe, Elser no era més que un peó i part d'una conspiració major, segurament del servei secret britànic.
Va ser portat a Múnic per a ser interrogat per la Gestapo, on va continuar negant la seva participació en els fets malgrat les proves en contra seva (com, per exemple, les rascades dels seus genolls per romandre hores excavant a la columna). Després de ser torturat la nit del 12 al 13 de novembre, va confessar el 14 de novembre. Dies després va fer una confessió completa, amb detalls de la bomba i els motius que l'havien impulsat a cometre l'atemptat. Després de la confessió de Múnic, Elser va ser portat a la seu de seguretat del Reich, a Berlín, on va tornar a ser torturat. El Reichsführer-SS, Heinrich Himmler, no creia que un jove fuster sueu, sense mitjans i educació, hagués estat tan a prop d'assassinar el Führer sense comptar amb còmplices.
Nebe va ser incapaç de proporcionar a Hitler una connexió entre Elser i els britànics. El cas va ser traspassat a Heinrich Müller, però ni ell ni la resta de les autoritats que van investigar van poder trobar cap conspiració, i van assumir que Elser deia la veritat. Elser va romandre a Berlín fins al 1941. Després de començar la invasió de la URSS (22 de juny de 1941), va ser traslladat al camp de concentració de Sachsenhausen, fins que el 1944 va ser transferit al camp de Dachau.
El 5 d'abril de 1945, l'SS-Obergruppenführer Ernst Kaltenbrunner, cap de la Sicherheitspolizei va aparèixer al Führerbunker per a informar sobre la situació de guerra. Hitler va ordenar que fossin executats els presoners especials de Dachau, entre els quals es trobaven l'almirall Wilhelm Canaris i el «presoner privilegiat» Georg Elser. El cap de la Gestapo, Heinrich Müller, va transmetre, aquest mateix dia, l'ordre al comandant del camp de concentració de Dachau, l'Obersturmbannführer Eduard Weiter, amb el següent comunicat:
| «                                                                    | Les autoritats superiors han discutit el cas del presoner Elser, durant els propers atacs aeris enemics sobre Múnic, Elser ha de ser mortalment ferit. En vista d'això, li ordeno que l'eliminació d'Elser sigui en el més absolut secret i que molt poques persones s'assabentin de tal acció. Em informarà de la seva mort de manera oficial en un telegrama que dirà el següent: En tal data i hora, el presoner Elser va ser mort per un atac aeri enemic. Destrueixi aquest comunicat després d'executar les meves ordres | » |
| — Comunicat de Heinrich Müller a l'SS Hauptstürmfhurer Edward Weiter | |   |

El 9 d'abril de 1945, un oficial de les SS, Theodor Heinrich Bongartz, va executar Elser amb un tret al clatell.

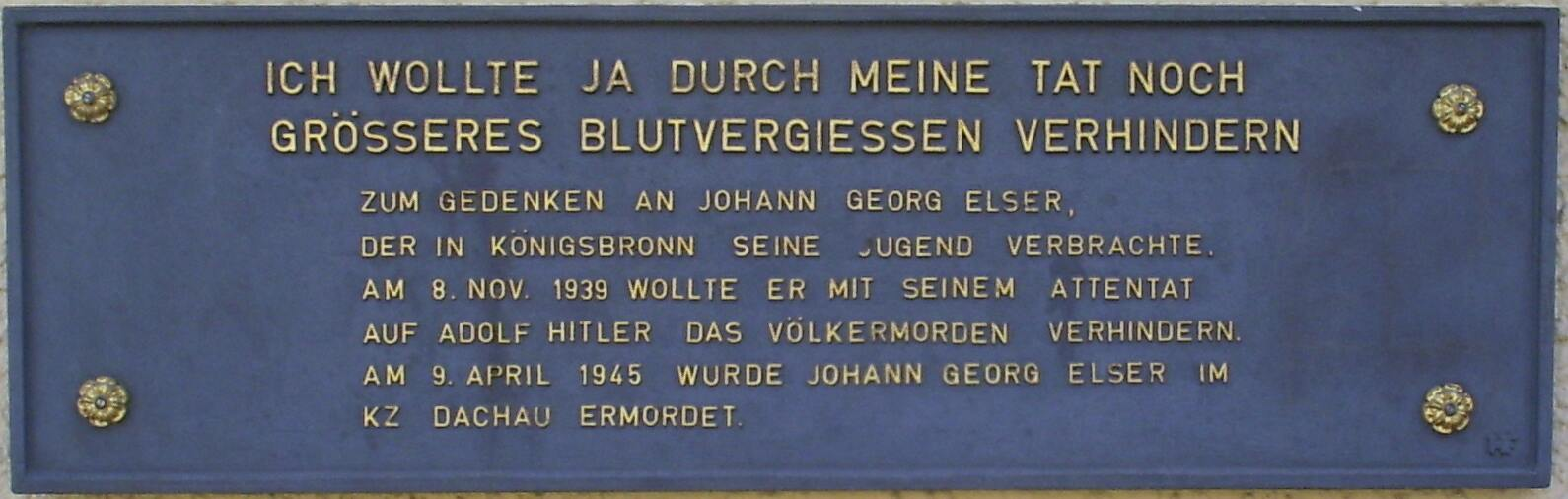
Placa dedicada a la memòria de Georg Elser a Königsbronn